# Janirella bicornis
Janirella bicornis är en kräftdjursart som beskrevs av Gamo 1982. Janirella bicornis ingår i släktet Janirella och familjen Janirellidae. Inga underarter finns listade i Catalogue of Life.